# Cynthia Corla
Cynthia Corla Pricillia, connue sous le nom de Bunda Corla (née le 4 juillet 1974) est une célébrité Internet, chanteuse et actrice indonésienne,,.

## Filmographie

### Série télévisée
| Année | Titre                 | Rôle       | Remarques |
| ----- | --------------------- | ---------- | --------- |
| 2004  | Gembel Naik Kelas     | Tia Medusa |           |
| 2004  | Si Macan Jadi Sandera |            | Figurines |
| 2004  | Si Bajaj              | Passager   | Figurines |

### Émission de télévision
| Année | Titre                       | Rôle            | Remarques |
| ----- | --------------------------- | --------------- | --------- |
| 2023  | Ramadan Itu Berkah          | Étoile invitée  |           |
| 2023  | Lapor Pak!                  | Étoile invitée  |           |
| 2023  | Miss Mega Bintang Indonesia | Juge associé    |           |
| 2023  | D'Koplo                     | Juge associé    | Saison 1  |
| 2025  | Catatan Demokrasi           | Personne source |           |

## Prix et nominations
AMI Awards du meilleur artiste solo/groupe/collaboration électro Dangdut masculin/féminin,,,.
| Année | Awards                   | Catégorie                                                      | Nomination                         | Résultats  |
| ----- | ------------------------ | -------------------------------------------------------------- | ---------------------------------- | ---------- |
| 2023  | Anugerah Musik Indonesia | Artis Solo Pria/Wanita/Grup/Kolaborasi Dangdut Elektro Terbaik | "No Comment" (bersama Tuty Wibowo) | Lauréat    |
| 2023  | Dahsyatnya Awards        | Si Paling Viral Terdahsyat                                     | Cynthia Corla Pricillia            | Nomination |